# Nuel Belnap
Nuel D. Belnap jr. (* 1. Mai 1930 in Evanston, Illinois; † 12. Juni 2024 in Whitefield, New Hampshire) war ein US-amerikanischer Philosoph und Logiker.

## Leben
Nuel Belnap studierte an der University of Illinois und beendete das Studium 1952 mit dem Bachelor of Arts. Dann wechselte er an die Yale University: 1957 wurde er Master of Arts und legte 1960 die Doktorprüfung ab. Von 1958 bis 1960 war er hier als Wissenschaftlicher Mitarbeiter (Instructor), von 1960 bis 1963 als Assistant Professor für Philosophie tätig. 1963 ging er als Associate Professor an die University of Pittsburgh, wo er 1966 zum Professor befördert wurde und von 1984 bis zu seiner Emeritierung im Jahre 2011 den Alan Ross Anderson Lehrstuhl für Philosophie bekleidete. In dieser Zeit war er auch in den Bereichen Soziologie, Wissenschaftsgeschichte und -philosophie sowie Intelligente Systeme tätig. Daneben nahm er Gastprofessuren in Oxford, Irvine (Kalifornien), Bloomington (Indiana), Padua (Italien) und an der Australian National University wahr. Ab 1988 war er Fellow der American Association for the Advancement of Science. 2008 wurde er von der amerikanischen Akademie der Künste und Wissenschaften zum Mitglied gewählt.

## Werk
Belnap arbeitete auf verschiedenen Gebieten der Logik und der Ontologie. Die logischen Zusammenhänge von Fragen und Antworten, Probleme der Folgerung und der Implikation (Relevanzlogik, Belnaps vierwertige Logik), die Handlungslogik und der Indeterminismus von Raum und Zeit waren einige seiner Themen. Außerdem war er Mitautor zweier Wahrheitskonzeptionen: der prosententialen Wahrheitstheorie und der Revisionstheorie der Wahrheit.

## Schriften (Auswahl)
- A formal analysis of entailment, New Haven, Conn. 1960.
- An analysis of questions: preliminary report, Santa Monica, Cal. 1963.
- A prosentential theory of truth (mit D. L. Grover und J. L. Camp jr.), „Philosophical Studies“ 27, 1975, Seite 73–125 (deutsch: Eine prosententiale Theorie der Wahrheit, übersetzt von I. Dumitriu und U. Winko, in B. L. Puntel (Hrsg.): Der Wahrheitsbegriff: neue Erklärungsversuche, Darmstadt 1987, Seite 65–125).
- Entailment. The logic of relevance and necessity (mit A. R. Anderson und J. M. Dunn), 2 Bände, Princeton University Press, Princeton, N.J. 1975–1992.
- The logic of questions and answers (mit T. B. Steel), Yale University Press, New Haven, Conn. 1976 (deutsch: Logik von Frage und Antwort, übersetzt von K. Brockhaus, Vieweg, Braunschweig 1985).
- Branching space-time, „Synthese“ 92, 1992, Seite 385–434.
- The revision theory of truth (mit A. Gupta), MIT Press, Cambridge, Mass. 1993.
- Facing the future: Agents and choices in our indeterminist world (mit Marjorie Perloff und M. Xu), Oxford University Press, Oxford 2001.